# Estádio Passo das Emas
Het Estádio Passo das Emas is een multifunctioneel stadion in Lucas do Rio Verde, een stad in de Braziliaanse staat Mato Grosso. De bijnaam van het stadion is 'Verdão do Norte'.
Het stadion wordt vooral gebruikt voor voetbalwedstrijden, de voetbalclub Luverdense EC maakt gebruik van dit stadion. In het stadion was plaats voor ongeveer 5.000 toeschouwers, maar sinds de renovatie van 2014 is dit aantal uitgebreid naar 9.500 toeschouwers. Bij die renovatie is er ook een trainingsveld naast het stadion gekomen. 